# Puget-Théniers
Puget-Théniers (in italiano Poggetto Theniers o Poggetto Tenieri, in occitano Lo Puget Teniás) è un comune francese di 1 803 abitanti (al 1º gennaio 2022) situato nel dipartimento delle Alpi Marittime della regione della Provenza-Alpi-Costa Azzurra.

## Geografia fisica
Puget-Théniers è una piccola cittadina del meridione francese raccolta alla confluenza del torrente Roudoule e del Varo, situata nella media valle del Varo, a circa 55 km da Nizza.
Il territorio comunale s'estende fra 320 m e 1.450 metri d'altitudine della Cima del Gordano (Cime du Gourdan), ed è attraversato da ovest a est dal fiume Varo.

## Origini del nome
Qualificato come Pugetum Tenearum in latino medievale, il paese si vede alternativamente chiamato come Lo Puget-Teniers in occitano e Poggetto in italiano; successivamente, con la cessione della contea di Nizza alla Francia e la seguente opera di francesizzazione forzata, la località prende l'attuale nome ufficiale, in lingua francese, di "Puget-Théniers".
I due elementi del nome designano l'uno, un piccolo monte, sotto la forma d'un diminutivo di "poggio": il Poggetto; e l'altro, il fiume Varo: il corso medio di questo era in effetti chiamato Tinea, come il suo affluente, nel Medioevo.

## Storia
Il territorio ha fatto da sempre parte della Liguria sotto l'Impero Romano, nel Regno longobardo e nel Regnum Italiae formatosi con Carlo Magno.
Fra il XIII e XIV secolo cadde più volte sotto il dominio dei conti di Provenza, ma riguadagnò presto l'autonomia per entrare a far parte della Contea di Savoia nel 1388 (dedizione di Nizza alla Savoia). Nel 1860, un anno prima dell'unità d'Italia, fu annesso alla Francia.

## Società

### Evoluzione demografica
Abitanti censiti